# Live in the UK
Live in the UK - album zespołu Helloween. Płytę nagrano podczas Pumpkin Fly Free Tour w Szkocji (listopad 1989). Wydawnictwo to ukazało się pod trzema różnymi tytułami. W Europie było to wspomniane wcześniej Live in the UK, w USA I Want Out Live, a w Japonii Keepers Live.

## Lista utworów na płycie

### Live In The UK
1. "A Little Time" (Kiske) – 6:31
2. "Dr. Stein" (Weikath) – 5:22
3. "Future World" (Hansen) – 8:56
4. "Rise and Fall" (Weikath) – 4:51
5. "We Got the Right" (Kiske) – 6:07
6. "I Want Out" (Hansen) – 5:44
7. "How Many Tears" (Weikath) – 9:55

### I Want Out Live/Keepers Live
1. "Intro: Happy Helloween/A Little Time" (Kiske) - 4:17
2. "Dr. Stein" (Weikath) - 7:00
3. "Future World" (Hansen) - 9:33
4. "We Got Right" (Kiske) - 6:08
5. "I Want Out/Encores" (Hansen) - 5:58
6. "How Many Tears" (Weikath) - 9:40

## Skład
- Michael Kiske - wokal
- Kai Hansen - gitara
- Michael Weikath - gitara
- Markus Grosskopf - gitara basowa
- Ingo Schwichtenberg - perkusja